# ネパールの行政区画
ネパール連邦民主共和国の行政区画（ネパールのぎょうせいくかく）は、7つの州、77つの郡、753の地方自治体、6,680の区の4層構造となっている。

## 概要
現在のネパールの地方行政は、2015年9月20日に公布された新憲法と2017年3月10日の新地方自治体法から成り立つ。それまでは王制（2008年廃止）を継承しやや中央集権的であったが、新憲法では連邦制を標榜し各州に議会が設置され、それに倣い地方自治体が再編された。
現行と従来の行政区画を比較した表を以下に示す。算用数字はその行政区画の総数で、斜体は英語訳である。
| 階層   | 従来の行政区画                         | 従来の行政区画                                              | 現行の行政区画                              | 現行の行政区画                                       | 現行の行政区画                     | 現行の行政区画                            | 備考                                         |
| ------ | -------------------------------------- | ----------------------------------------------------------- | ------------------------------------------- | ---------------------------------------------------- | ---------------------------------- | ----------------------------------------- | -------------------------------------------- |
| 第一級 | 5 開発区域 विकास क्षेत्र Development Region | 5 開発区域 विकास क्षेत्र Development Region                      | 7 州 प्रदेशहरू Province                        | 7 州 प्रदेशहरू Province                                 | 7 州 प्रदेशहरू Province               | 7 州 प्रदेशहरू Province                      | 開発区域には行政機能が無かった。             |
| 第二級 | 14 県 अञ्चल Zone                        | 14 県 अञ्चल Zone                                             | 77 郡 जिल्ला District                          | 77 郡 जिल्ला District                                   | 77 郡 जिल्ला District                 | 77 郡 जिल्ला District                        | 1990年以降、県は行政機能を停止していた。     |
| 第二級 | 75 郡 जिल्ला District                     |                                                             | 77 郡 जिल्ला District                          | 77 郡 जिल्ला District                                   | 77 郡 जिल्ला District                 | 77 郡 जिल्ला District                        | 1990年以降、県は行政機能を停止していた。     |
| 第三級 | 217 基礎自治体 नगरपालिका Municipality     | 3,157 村開発委員会 गाउँ विकास समिति Village Development Committee | 6 大都市 महानगरपालिका Metropolitan Municipality | 11 準大都市 उपमहानगरपालिका Sub-metropolitan Municipality | 276 基礎自治体 नगरपालिका Municipality | 560 農村型自治体 गाउँपालिका Rural municipality | 日本語では地方自治体、市町村とも総称される。 |
| 第四級 | 6,680 区 वडा Ward                       | 6,680 区 वडा Ward                                            | 6,680 区 वडा Ward                            | 6,680 区 वडा Ward                                     | 6,680 区 वडा Ward                   | 6,680 区 वडा Ward                          | 総数は2017年3月時点。                        |

## 現行の行政区画

### 州

ネパールの州

州（ネパール語: प्रदेशहरू Pradeśharū、英語: Province）は、ネパールで最上級の行政区画である。2015年の新憲法によって誕生したネパール連邦民主共和国を構成する7つの連邦州で、各州には一院制の州議会（प्रदेश सभा Pradesh Sabha）が設置されている。

### 郡

ネパールの郡（2015年以降）

郡（जिल्ला Jillā、District）は、州の下の行政区画である。合計は77郡。行政執行機関は地区調整委員会（जिल्ला समन्वय समिति、District Coordination Committee (DCC)）と呼ばれる。また郡議会（जिल्ला सभा）が設置されている。
ラジェンドラ・ビクラム・シャハ国王とビムセン・タパ宰相の政権（1806年 - 1837年）で設置された10郡が始まりとされる。ラナ王朝のビール・シャムシェル・ジャンガ・バハドゥル・ラナ政権（1885年 - 1901年）では10郡が分割され、32郡となった。1951年にラナ王朝の終焉を迎えたあと、2郡が追加され合計は34郡となった。1962年開始のパンチャーヤト制では34郡を再編して75郡とし、郡パンチャーヤトは県と都市型自治体の中間に位置付けられた。1967年に県パンチャーヤトが廃止されると、郡パンチャーヤトが代わって国家パンチャーヤトの議員を選出するようになった。1990年のパンチャーヤト制終了によって県は行政機能を喪失し、各郡には執行機関として郡開発委員会（District Development Committee (DDC)）が設置された。また中央政府と直結し事実上最上級の行政区画となった。
2015年の新憲法では州と地方自治体の中間として位置付けられており、郡開発委員会は少し権限を弱めたうえで郡調整委員会へ改編された。また2つの郡が分割されたことで合計は77郡となった。現行の郡はネパールの州#郡の一覧を参照。

### 地方自治体
郡の下には、2021年4月時点で753の地方自治体（市町村）が設置されている。地方自治体は人口規模に応じて、大都市、準大都市、基礎自治体、農村型自治体（ガウパリカ）の4種類に分類される。また、前者3つは都市型自治体（市）と総称される。現在の分類は2017年3月10日に始まった。

#### 都市型自治体
都市型自治体（नगरपालिका Nagarpālikā、Municipality）は、地方自治体のうち都市化の進んだ自治体の総称である。合計は293市（2021年4月時点）以下の3つに区分される。2017年3月10日まではこれらの分類はなく一律に基礎自治体と呼ばれていた。全ての都市型自治体は、ネパール自治体協会（Municipal Association of Nepal、MUAN）の会員である。
- 大都市（महानगरपालिका Mahānagarpālikā、Metropolitan Municipality）は、都市型自治体および地方自治体では最も規模の大きい自治体である。都市圏人口が30万人以上であることなどが条件となる[12]。現在の大都市は首都カトマンズなど6市。

- 準大都市（उपमहानगरपालिका Upmahānagarpālikā、Sub-metropolitan Municipality）は、都市自治体よりも規模の大きい自治体である。都市圏人口は15万人以上であることなどが条件となる。現在の準大都市はジャナクプルなど11市。

- 基礎自治体は、大都市・準大都市のどちらでもない都市型自治体を指す。人口基準は地形によって異なり、山間部だと1.7万人以上であれば成ることができる。2017年3月10日時点では246市があった。その後村からの昇格による増加と、大都市・準大都市化による減少で2020年4月現在は276市となっている。

1950年代より人口規模の大きい集落は町と呼び村とは区別してきた。1962年にパンチャーヤト制が開始されると、町は村より上位の区画に位置付けられた。パンチャーヤト制廃止後は都市自治体（町、市とも表記される）に改編された。2011年時点では58の自治体が存在した。その後も都市化が進むにつれて地方自治体は増加し、2015年には190、2017年3月の改革前には217市となった。改革後は合計293市となった。

#### 農村型自治体（ガウパリカ）
ガウパリカ（गाउँपालिका Gāum̐pālikā）は、地方自治体の一種。直訳すれば村議会となるが、公式には農村型自治体（Rural municipality）と呼ばれている。
村開発委員会（VDC）に代わって、2017年3月10日に設置された。設置当初は481村であったが、都市型自治体へ昇格する村が現れたことで年末時点では460村に減少した。その後は都市型への昇格はない一方で新規設置は行われており、2020年4月時点で560村があると考えられる。

### 区
区（वडा Wada、Ward）は、地方自治体の下にある行政区画である。ネパールでは最小の行政単位である。複数の集落から成る。
2017年3月10日の行政改革で、6,680区に再編された。それ以前は市だと9区以上、村は規模に関係なく一律9区と基準が定められていた。

## 過去の行政区画
1962年、マヘンドラ国王が制定した憲法によって、県、郡、町、村の各パンチャーヤト議会から成るパンチャーヤト制（पञ्चायत、Panchayat）が導入された。県、郡、町は間接民主制で、村のみ直接民主制であった。国王に政治的権力が集中し、非民主的なパンチャーヤト制は1990年の民主化運動（ジャナ・アンドラン）で廃止が決定された。
パンチャーヤト制廃止後、開発区域 - 県 - 郡 - 基礎自治体/村開発委員会 - 区の5層構造となった。ただし開発区域と県には自治権がなく中央政府と郡政府が直結しているため、制度上は郡 - 基礎自治体/村開発委員会 - 区の3層である。

### 開発区域 (1972年 - 2015年)

開発地域（表の番号と対応している）

開発区域 (विकास क्षेत्र Bikās Kshetra、Development Region）は、ネパールにかつて存在した行政区画である。開発地区と訳す場合がある。セクター省庁の広域開発計画に用いられ、出先機関が設置されている。自治権のない最上級の行政区画で、各開発区域には3県（極西部のみ2県）が所属していた。
1972年、既存の県を取り纏めるため設置された。初めは4区であったが、1982年に極西部開発区域から中西部開発区域が作成され5区となった。地方公共団体ではないが、1990年代の行政改革で開発区域には上院議員枠が設けられた。2015年の新憲法で県と共に廃止された。
| # | 名称           | ネパール語名                                              | 英語名                         | 首府                   | 面積 (km2) | 人口 (2011年) |
| - | -------------- | --------------------------------------------------------- | ------------------------------ | ---------------------- | ---------- | ------------- |
| 1 | 極西部開発区域 | सुदुर पश्चिमाञ्चल विकास क्षेत्र Sudur Pashchimānchal Bikās Kshetra   | Far-Western Development Region | ディパヤル・シルガディ | 19,539     | 2,552,517     |
| 2 | 中西部開発区域 | मध्य-पश्चिमाञ्चल विकास क्षेत्रर Madhya-Pashchimānchal Bikās Kshetra | Mid-Western Development Region | ビレンドラナガル       | 42,378     | 3,546,682     |
| 3 | 西部開発区域   | पश्चिमाञ्चल विकास क्षेत्र Pashchimānchal Bikās Kshetra             | Western Development Region     | ポカラ                 | 29,398     | 4,926,765     |
| 4 | 中部開発区域   | मध्यमाञ्चल विकास क्षेत्र Madhyamānchal Bikās Kshetra              | Central Development Region     | ヘトウラ               | 27,410     | 9,656,985     |
| 5 | 東部開発区域   | पुर्वाञ्चल विकास क्षेत्र Purwānchal Bikās Kshetra                  | Eastern Development Region     | ダンクタ               | 28,456     | 5,811,555     |

### 県 (1962年 - 2015年)

県（表の番号と対応している）

県（अञ्चल Añcal、Zone）は、ネパールにかつて存在した行政区画。英語名を音訳したゾーンと呼ばれる場合がある。1972年に開発区域が設置されるまで、最上級の行政区画であった。数は14県で、廃止されるまで一度も変更されなかった。下位区画は郡。
1962年2月、パンチャーヤト制の一部として設置された。郡から選出された議員で県パンチャーヤトが運営され、最高位のパンチャーヤトである国家パンチャーヤトの議員を選出していた。しかし1967年の憲法改正で県パンチャーヤトは廃止され、1990年のパンチャーヤト制廃止に伴い行政権を喪失した。それでもなお郡を取り纏める区分として使用されていたが、2015年の新憲法で開発区域と共に廃止された。
県都は資料によってばらつきがあるため、ここでは掲載しない。
| #  | 名称           | ネパール語 名称 | ラテン文字 表記 | 面積 (km2) | 人口 (2011年) | 開発 区域 | 郡 数 | 県名の由来                   |
| -- | -------------- | --------------- | --------------- | ---------- | ------------- | --------- | ----- | ---------------------------- |
| 1  | マハカリ県     | महाकाली अञ्चल       | Mahakali        | 6,989      | 977,514       | 極西部    | 4     | シャルダ川のネパール名       |
| 2  | セティ県       | सेती अञ्चल         | Seti            | 12,550     | 1,575,003     | 極西部    | 5     | セティ川                     |
| 3  | カルナリ県     | कर्णाली अञ्चल       | Karnali         | 21,351     | 388,713       | 中西部    | 5     | ガーグラー川のネパール名     |
| 4  | ベリ県         | भेरी अञ्चल         | Bheri Zone      | 10,545     | 1,701,767     | 中西部    | 5     | ベリ川                       |
| 5  | ラプティ県     | राप्ती अञ्चल        | Rapti           | 10,482     | 1,456,202     | 中西部    | 5     | 西ラプティ川                 |
| 6  | ダウラギリ県   | धौलागिरी अञ्चल       | Dhawalagiri     | 8,148      | 542,296       | 西部      | 4     | ダウラギリ（山）             |
| 7  | ルンビニ県     | लुम्बिनी अञ्चल       | Lumbini         | 8,975      | 2,834,612     | 西部      | 6     | ルンビニ（都市）             |
| 8  | ガンダキ県     | गण्डकी अञ्चल       | Gandaki         | 12,275     | 1,549,857     | 西部      | 6     | ガンダキ川                   |
| 9  | ナラヤニ県     | नारायणी अञ्चल       | Narayani        | 8,313      | 2,975,908     | 中部      | 5     | ガンダキ川下流の別名         |
| 10 | バグマティ県   | बागमती अञ्चल       | Bagmati         | 9,428      | 3,843,596     | 中部      | 8     | バグマティ川                 |
| 11 | ジャナクプル県 | जनकपुर अञ्चल      | Janakpur        | 9,669      | 2,837,481     | 中部      | 6     | ジャナクプル（都市）         |
| 12 | サガルマタ県   | सगरमाथा अञ्चल      | Sagarmatha      | 10,591     | 2,054,326     | 東部      | 6     | エベレスト（山）のネパール名 |
| 13 | コシ県         | कोशी अञ्चल         | Kosi            | 9,669      | 2,335,047     | 東部      | 6     | コシ川                       |
| 14 | メチ県         | मेची अञ्चल         | Mechi           | 8,196      | 1,422,182     | 東部      | 4     | メチ川                       |

### 村開発委員会 (VDC、1990年 - 2017年)

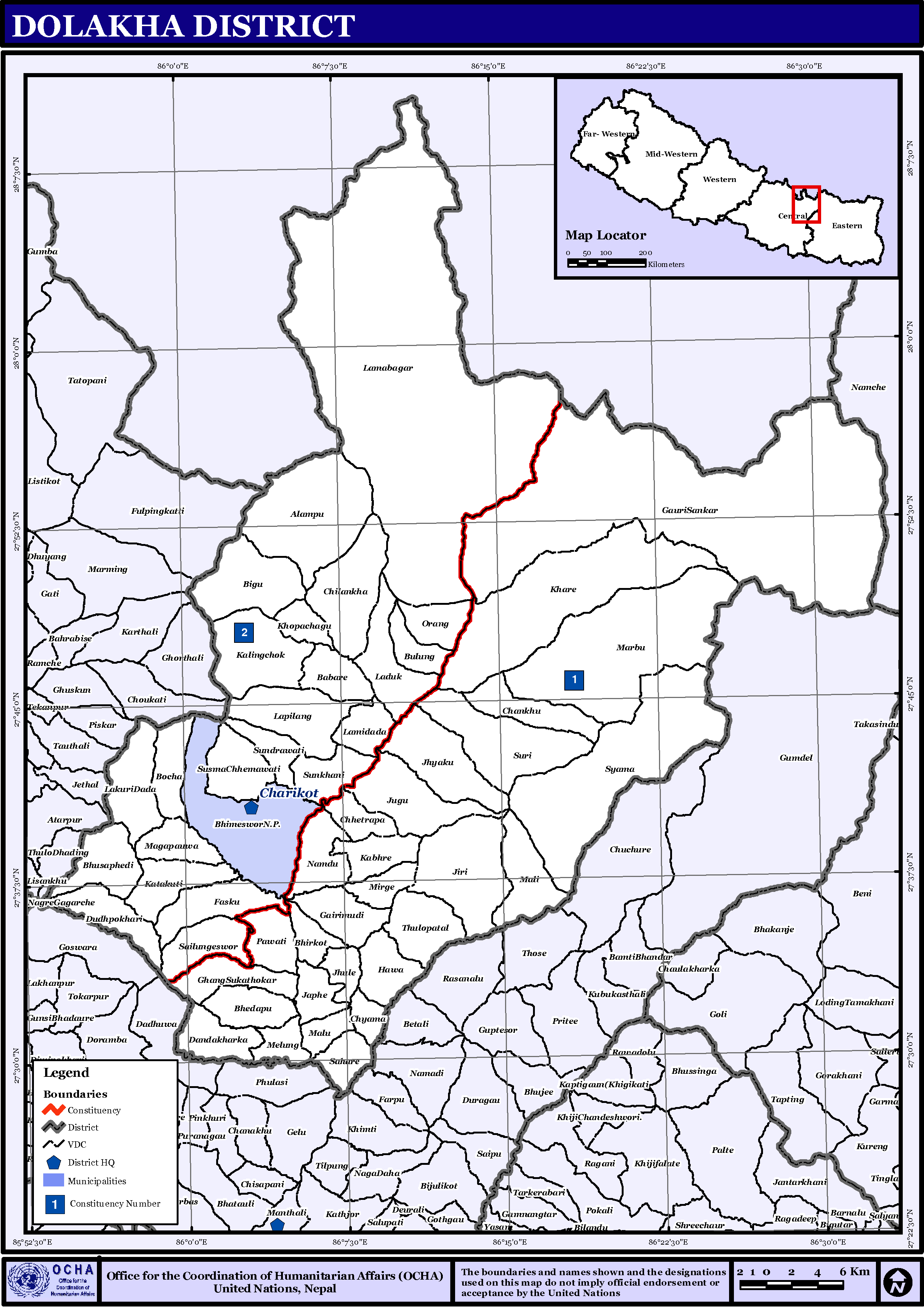
ドラカ郡のVDCと基礎自治体の地図

村開発委員会（गाउँ विकास समिति Gāum̐ Vikās Samiti、Village Development Committee (VDC)は、郡の下に設けられた行政区画である。最盛期には4千以上のVDCがあったが、都市化の進んだ地域では各VDCを統合し基礎自治体を形成したため徐々に数を減らしていった。2014年時点では3,276のVDCが、2017年3月の行政改革時には3,157のVDCがあった。
1990年、村パンチャーヤトに代わって設置された。2017年3月10日に農村型自治体（ガウパリカ）に置き換えられる形で廃止された。